# Clackmannan
Clackmannan (gael. Clach Mhanainn) – miasto w Wielkiej Brytanii, we wschodniej Szkocji, w jednostce administracyjnej Clackmannanshire (do 1822 roku było stolicą hrabstwa o tej nazwie), położone na północ od estuarium rzeki Forth. W 2001 roku miasto liczyło 3450 mieszkańców.
Nazwa Clackmannan pochodzi od znajdującego się w miejscowości kamienia (clack) poświęconego Manannanowi, celtyckiemu bogowi morza.
W mieście znajduje się XII-wieczna wieża rycerska Clackmannan Tower oraz zabytkowy kościół parafialny z 1815 roku.